# Brahmina wutaiensis
Brahmina wutaiensis är en skalbaggsart som beskrevs av Zhang och Wang 1997. Brahmina wutaiensis ingår i släktet Brahmina och familjen Melolonthidae. Inga underarter finns listade.